# Ishania olmek
Ishania olmek là một loài nhện trong họ Zodariidae.
Loài này thuộc chi Ishania. Ishania olmek được Rudy Jocqué & Léon Baert miêu tả năm 2002.